# Wassamu
Wassamu (和寒町, Wassamu-chō) est un bourg du district de Kamikawa (Teshio), situé dans la sous-préfecture de Kamikawa, sur l'île de Hokkaidō, au Japon.

## Géographie

### Situation
Wassamu est située dans le centre-nord de l'île de Hokkaidō.

### Municipalités limitrophes
| Shibetsu  | Kenbuchi | Shibetsu         |
| Horokanai | Wassamu  | Shibetsu         |
| Asahikawa | Takasu   | Pippu, Asahikawa |

### Démographie
Au 31 mars 2015, la population de Wassamu s'élevait à 3 664 habitants répartis sur une superficie de 225,11 km2. En octobre 2024, elle était estimée à 2 824 habitants.

## Histoire
Le village de Wassamu a été créé en 1915. Il obtient le statut de bourg en 1952.

## Transports
Wassamu est desservi par la ligne principale Sōya de la compagnie JR Hokkaido aux gares de Wassamu et Shiokari.